# 年姓
年姓，是中国一個古老的姓氏，有多個起源。但目前在中國并不是一个常见的姓氏。

## 延伸阅读
[在维基数据编辑]
 《百家姓》
 《欽定古今圖書集成·明倫彙編·氏族典·年姓部》，出自陈梦雷《古今圖書集成》